# Central City Opera

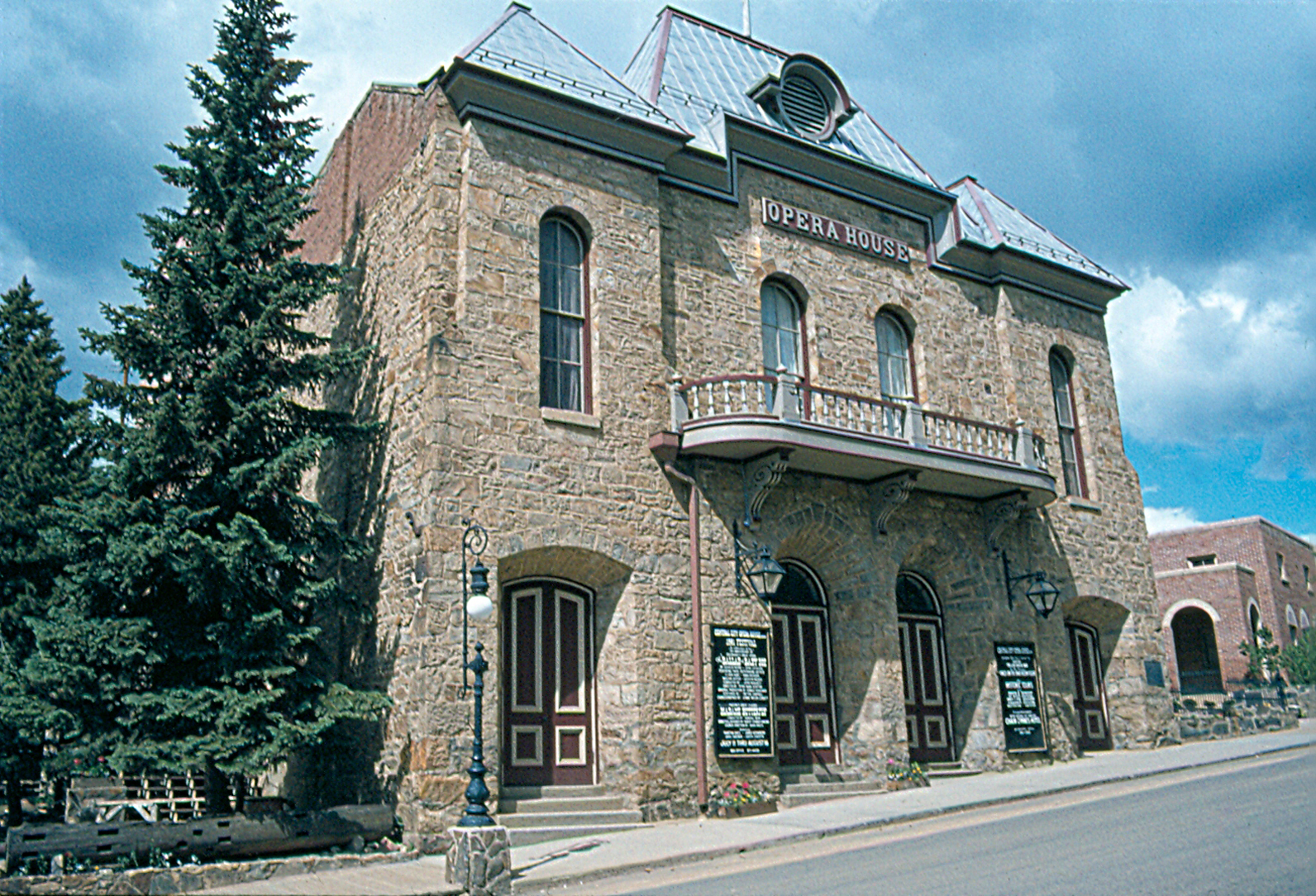
Das Central City Opera House, 1982

Die Central City Opera ist die fünftälteste Oper in den USA in der 56 km westlich von Denver am Fuße der Rocky Mountains gelegenen Stadt Central City, Colorado. Sie wurde 1932 von Julie Penrose und Anne Evans gegründet. Die Opern werden im historischen Central City Opera House mit 550 Plätzen präsentiert, das 1878 vom Architekten Robert S. Roeschlaub geschaffen wurde und im National Register of Historic Places (NRHP) aufgeführt ist. Die Oper organisiert jeweils im Herbst das Central City Plein Air Festival. 1996 wurde Pelham G. Pearce zum Geschäftsführer und im Mai 1998 als Nachfolger von John Moriarty zum künstlerischen Leiter der Central City Opera ernannt. Seit 2006 ist John Baril der erste Musikdirektor der Oper.

## Programm
Die letzten sechswöchigen Saisons umfassten sowohl traditionelle als auch zeitgenössische Werke. Pro Saison werden etwa vierzig Opern aufgeführt, darunter auch speziell solche für junge Leute. 2007 jährte sich das Unternehmen zum 75. Mal, dabei wurden drei bis vier Opernproduktionen präsentiert. Regieassistenten und Sängerlehrlinge produzieren neben den Hauptwerken der Saison „Short Works“ (ausgewählte zehnminütige Opernszenen), ausgewählte Einakter und „Lunch & a Song“ (Mittagessen und eine Arie) im Rahmen des Künstlerausbildungsprogramms der Bonfils-Stanton Foundation.

## Auftragswerke
Zu den erfolgreichen Auftragswerken gehört der amerikanische Klassiker The Ballad of Baby Doe von Douglas Moore, der 1956 uraufgeführt wurde, die beliebte Einakteroper The Face on the Barroom Floor von Henry Mollicone, 1978 uraufgeführt, sowie 2003 die Weltpremiere von Gabriel’s Daughter, ebenfalls von Henry Mollicone. Die Weltpremiere der chinesischen Oper Poet Li Bai, ein Auftragswerk der Asian Performing Arts of Colorado, erfolgte 2007.

## Künstlerausbildung
Das renommierte Künstlerausbildungsprogramm der Central City Opera im Rahmen der Bonfils-Stanton Foundation, das vom ehemaligen künstlerischen Leiter John Moriarty gegründet wurde, dient seit mehr als zwei Jahrzehnten als nationales Modell für die Ausbildung junger Sänger. Das anspruchsvolle 10-wöchige Programm umfasst ein tägliches Training in Diktion, Bewegung und Bühnenkampf mit individuellem Coaching, Unterricht in Karrieremanagement und Proben sowie Aufführungsmöglichkeiten auf der Hauptbühne und in den Nebenproduktionen des Sommers. Das Programm wählt jedes Jahr 30–32 Teilnehmer aus fast 1000 Bewerbern aus.

## Traditionen
Zu den bekannten traditionellen Veranstaltungen der Oper gehören die jährliche Präsentation der Central City Flower Girls und der Yellow Rose Ball, Colorados ältester Debütantinnenball am Eröffnungstag.
Der Ushers Song eröffnet das Theater für jede Aufführung auf der Hauptbühne. Er wird vom Usher Corps gesungen, das mit dem traditionellen Bell Ringer, um die Zeit bekannt zu geben, der Straße entlang marschiert und aus College- und jungen Berufspraktikanten aus allen Produktions- und Verwaltungsabteilungen besteht.